# 感恩至死
死之華（英語：Grateful Dead）是一支美国摇滚乐队，于1965年在加州帕羅奧圖组建。乐队的风格独特而折衷，融合了摇滚、民谣、藍草音樂、布鲁斯、雷鬼、乡村、即兴爵士、迷幻和太空摇滚等音乐元素，以大段现场即兴演奏著称。乐队在60年代的反文化运动潮流中在舊金山灣區组建，创始成员为主唱兼吉他手杰瑞·加西亚、主唱兼吉他手鲍勃·维尔、键盘手罗恩·“猪舍”·麦克南、贝斯手菲爾·萊什和鼓手比尔·克洛伊茨曼。乐队阵容在日后有多次变动，但核心成员在30年间没有变化。
感恩至死和它的歌迷群体常常与嬉皮士运动联系在一起。《滚石》杂志将其列为“史上最伟大的艺人”第57位。1994年，他们被引入摇滚名人堂。2007年，乐队被授予了格莱美终身成就奖。

## 乐队成立（1965-1966）
乐队成立于1965年初，最初以“术士乐队”（Warlocks）的名字开始了职业生涯。术士乐队的成员来自加利福尼亚州帕罗奥图一支叫“Mother McCree's Uptown Jug Champions”乐队的残余成员。乐队的第一场演出是在1965年5月5日，他们在门洛帕克郊区圣克鲁兹大街639号一个叫“Magoo's Pizza”的地方表演。他们一直以术士乐队的名字在酒吧演出，但在发现地下丝绒乐队（the Velvet Underground）以术士为名发行了一张唱片后，他们很快改名叫感恩至死。更名后的第一次表演是在1965年12月4日，在圣何塞作家肯·克西的一个酸性测试（Acid Tests）派对上。感恩至死早期的试唱小样被保留了下来。他们被粉丝录下来的演出超过2000场，其中最早的一场是乐队1966年1月8日在旧金山的菲尔摩尔音乐会上的表演。同年1月晚些时候，感恩至死在一个名叫“旅行音乐节”（Trips Festival）的早期迷幻摇滚音乐节上作了演出。

## 艺术作品
骷髅玫瑰
另一个著名的标识是穿成小丑、抱着鲁特琴的骷髅。这是1972年Stanley Mouse用喷枪绘制，首次出现在《The Grateful Dead Songbook》的封面上。
跳舞的小熊
由Bob Thomas设计，出现在1973年的专辑《History of the Grateful Dead, Volume One(Bear’s Choice)》的封底。小熊的原型是Owsley “Bear” Stanley，专辑的录音和制作人。Bear自己说，专辑封底上的小熊不是在跳舞，他不知道为什么人们会认为小熊在跳舞，他说很明显小熊是在踏步行军。
Steal Your Face skull
这可能是Grateful Dead最有名的标识了。红、白、蓝三色的骷髅头，中间闪电劈过。闪电骷髅标识最早出现在1976年的专辑《Steal Your Face》封面上，因此这个标识也经常被称为”Steal Your Face”，”Stealie”，或者”SYF”。由“Bear” Owsley Stanley和Bob Thomas设计的。最初用在乐队的乐器上作logo。
跳舞的龟
首次出现在1977年的专辑《Terrapin Station》封面上。设计者是Alton Kelley和Stanley Mouse，基于德国插图画家Heinrich Kley的设计。之后也成为乐队著名标识之一。
Uncle Sam skeleton